# 武家年代記
武家年代記（ぶけねんだいき）とは、高倉天皇の治承4年（1180年）から後土御門天皇の明応8年（1499年）までを扱った年表形式の年代記。ただし、後土御門天皇より以前の花園天皇及び北朝の光厳・光明両天皇を「今上」と書いた部分が見られることから、原本は鎌倉時代末期から南北朝時代初期にかけて書かれ、戦国時代初期に増補されたと考えられている。
元は1巻の巻物形式で、上段・中段を表側に、下段を裏側に記載していたが、江戸時代に柳原紀光が3冊構成の書物に形式を改めたのが現存している本（宮内庁書陵部所蔵）である。
上段・中段には帝王（天皇）・年代の欄とこれに続けて執柄（摂関）・将軍・執権・六波羅・政所・問注所の欄を設けて、在任した人物とその略歴を記し、その年の出来事や幕府の評定による決定で重要なものに関して簡略に書かれている。下段には各年代に起きた大きな事件について、『吾妻鏡』をはじめとする先行の史書からの抜粋や著者の取材による記述によって詳細に記されている。当時の朝廷・幕府双方の動向を並行して記した年代記として当時の人々に重宝がられていたと考えられている。